# Idotea linearis
Idotea linearis är en kräftdjursart som först beskrevs av Carl von Linné 1766.  Idotea linearis ingår i släktet Idotea och familjen tånglöss. Arten är reproducerande i Sverige. Inga underarter finns listade i Catalogue of Life.